# High dynamic range rendering

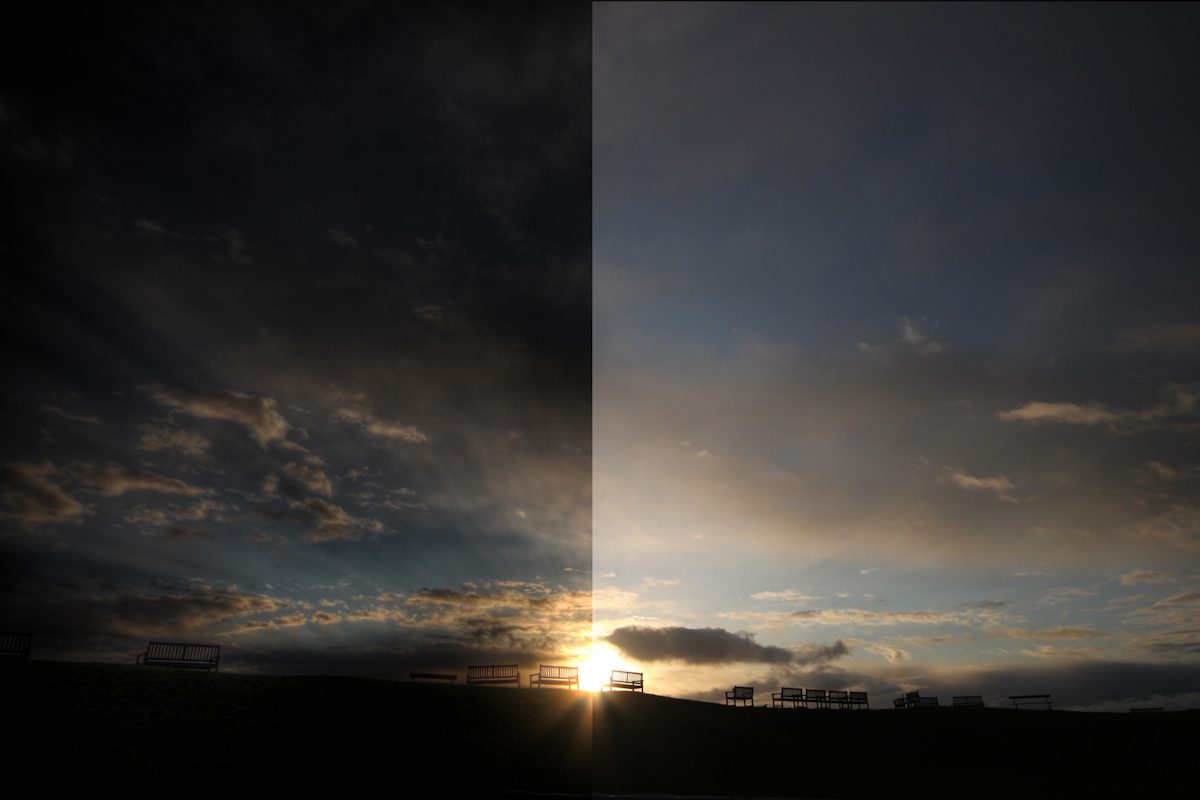
Porównanie HDR przed i po.

HDR Rendering, HDRR (ang. High Dynamic Range Rendering, rendering z użyciem szerokiego zakresu dynamicznego) – technika generowania sceny w grafice trójwymiarowej, której efektem jest renderowanie świata wirtualnego z realistycznym oświetleniem, przy użyciu znacznie szerszego niż normalnie zakresu jasności oświetlenia.
Największa różnica w tak otrzymanych obrazach dostrzegalna jest w najciemniejszych lub najjaśniejszych fragmentach sceny, gdzie symulowane jest natężenie światła wykraczające poza zakres możliwy do osiągnięcia na ekranie monitora (np. efekt oślepienia po spojrzeniu na słońce). Technologii tej użyto między innymi w grach The Elder Scrolls IV: Oblivion, Half-Life 2 i jego dodatkach, Splinter Cell: Double Agent, Crysis, Test Drive Unlimited, Colin McRae: DiRT, Far Cry 2, Gothic 3, Crysis 2, Euro Truck Simulator 2 .
Technika ta pozwala oddać bardzo duże, a także bardzo małe (mniejsze niż 1/256) natężenie światła oraz koloru. Wymaga jednak znacznie większej mocy obliczeniowej do wyrenderowania sceny, a przez to również do jej wykorzystania do animacji w czasie rzeczywistym (czyli np. w grach komputerowych). Z tego powodu niezbędne jest wykorzystanie bardzo wydajnych procesorów graficznych, toteż nie jest ona realizowana przez starsze karty graficzne.